# Janez Janež
Jánez Jánež, slovenski zdravnik in kirurg, * 14. januar 1913, Dolsko pri Ljubljani, † 11. oktober 1990, Luodong, Tajvan.
Janež je večji del življenja preživel v celinski Kitajski in na Tajvanu. Med Kitajci je bil znan kot Fan Fenglong ali kratko doktor Fan.

## Življenjepis
Rodil se je materi Ani in očetu Francu Janežu. V družini so bili še trije bratje (Franc, Karel in Viktor) in sestra Mimi.
Obiskoval je štiriletno osnovno šolo, potem pa se je šolal na klasični gimnaziji v Šentvidu in v Ljubljani. Njegova mati je bila zelo verna in je želela, da bi sin po maturi študiral teologijo, Janez pa se je raje odločil za študij medicine. Leta 1931 se je vpisal na medicino v Ljubljani, pozneje pa je nadaljeval s študijem v Zagrebu in Gradcu, kjer je tudi promoviral (28. maja 1937). Specializacijo je opravljal v Beogradu in na Dunaju.
Leta 1937 se je zaposlil kot kirurg v Ljubljani. Bil je prvi, ki je v ljubljanski bolnišnici izvedel krvno transfuzijo, vendar je to dejstvo celo med slovenskimi zdravniki malo znano. Službo zdravnika je opravljal tudi med drugo svetovno vojno, ko pomoči ni odrekel nobenemu pacientu.
Maja 1945 je izvedel, da se je znašel na seznamu za eksekucijo. Čeprav se med vojno ni niti vojaško niti politično udejstvoval, je bil označen za sodelavca okupatorja in sovražnika domovine. Da si je rešil življenje, je pobegnil na Koroško v Vetrinj, kjer se je pridružil slovenskim beguncem. Pozneje so Angleži te begunce naložili na vlak. Janez Janež je zaslutil, da jih nameravajo vrniti v Jugoslavijo, zato je pobegnil z vlaka in se nekaj časa skrival.
Ob koncu leta 1947 je odšel v Rim. Tam je spoznal lazarista Ladislava Lenčka, ki ga je navdušil, da bi kot zdravnik pomagal misijonarjem na Kitajskem. Odločil se je postati laiški misijonar (tj. človek, ki ni posvečen v duhovnika, pač pa s svojim zgledom in dobrimi deli ljudem kaže krščanske vrednote). Iz Rima je preko Južne Amerike odpotoval proti Kitajski.
4 decembra 1947 prispe v Argentino, v Buenos Aires. Bil je zdravnik v ambulanti ministrstva javnih del. In 23 maja 1948 prejme misijonski križ, naslednji dan odpotuje proti Kitajski. Najprej se v Kunmingu sreča z g. Majcnom, nastani pa se v Čaotungu, v misijonski bolnišnici, ki jo je ustanovil msgr. Kerec in so jo vodile slovenske sestre. Takoj začne z učenjem kitajščine.

### VKitajskih misijonih

#### Na celinski Kitajski
Na Kitajskem je delal kot zdravnik v pokrajini Junan v mestu Džaotong (kitajsko kitajsko: 昭通, pinjin: Zhaotong). .
Delal je v bolnišnici, ki so jo vodili italijanski menihi kamilijanci in šolske sestre iz Slovenske Bistrice. Bolnišnica je bila ob njegovem prihodu v precej slabem stanju in osebje ni bilo primerno usposobljeno. Pod vodstvom doktorja Janeža je bolnišnica doživela pravi razcvet. Janež je vodil izobraževanje in urjenje osebja, uspelo pa mu je (s pomočjo dobrotnikov iz tujine) dobiti tudi nekaj sodobnejše opreme: rentgenski aparat in kirurške instrumente. Med okoliškim prebivalstvom se je začel širiti glas o čudežnem zdravniku, ki zna pozdraviti vse težave. V tem obdobju se je doktor Janež naučil kitajščine, saj je hitro videl, da brez znanja jezika ne more vzpostaviti pravega stika s pacienti.
Leta 1952 so kitajske komunistične oblasti osebje bolnišnice zaprle. Doktor Janež je bil (skupaj s še nekaterimi sodelavci) obsojen na smrt, pozneje pa pomiloščen na izgon iz države.

#### Na otoški Kitajski
Po tem je nadaljeval delo na Tajvanu v mestu Luodong (kitajsko kitajsko: 羅東; WG: Lotung). Namenoma je za svoj novi dom izbral manjše mesto na nerazvitem delu otoka - zdelo se mu je, da tam bolj potrebujejo njegovo pomoč.
Stanje v mestu je bilo obupno: na Tajvanu je bilo ogromno beguncev s celine, veliko je bilo revščine in bolezni, ki so posledica pomanjkanja higiene. Bolnišnice v mestu ni bilo. Menihi kamilijanci so usposobili zasilno ambulanto, ki se počasi razvila v bolnišnico, v kateri je doktor Janež preživel naslednjih 38 let. V vsem tem času ni imel niti dneva dopusta, delal je od jutra do poznih nočnih ur, marsikdaj je imel tudi po 10 težkih operacij v enem dnevu. V vsem tem času se je tudi odpovedal plači: zadovoljen je bil s stanovanjem, hrano in malo drobiža.

## Smrt in spomin

### Smrt
Umrl je 11. oktobra 1990. Pokopali so ga 19. oktobra v Luodongu. Na zadnjo pot ga je pospremila nepregledna množica ljudi, ki so prišli počastit spomin na velikega moža. Mnogi od njih so izražali prepričanje, da je umrl svetnik.

### Imena
Kitajci so Janeža imenovali Fan Fenglong (kitajsko tradicionalno: kitajsko: 范鳳龍, poenostavljeno: kitajsko: 范凤龙) ali kratko doktor Fan (kitajsko tradicionalno: kitajsko: 范醫生, poenostavljeno: kitajsko: 范医生, pinjin: Fan yisheng). 
Njegov kitajski priimek Fan pomeni v prevodu Vzorni, ime Fenglong pa pomeni Feniks: Vzorni Feniks.
Imenovali so ga tudi kratko Doktor Oki ali kar Oki. Starejši ljudje na otoku še uporabljajo japonščino in ta izraz pomeni Človeka, ki ima sočutje.

### Priznanja
Leta 1963 mu je tajvanska vlada za požrtvovalno delo podelila najvišjo državno nagrado »Dobri človek«.
Papež je Janežu podelil red svetega Silvestra in Gregorja Velikega.

### Poimenovanja
V Luodongu so leta 2007 odprli Spominski center Janeza Janeža (kitajsko: kitajsko: 范鳳龍紀念大樓 Fan Fenglong jinian dalou). Po njem se imenuje tudi nova bolnišnica v Loudongu.
V Sloveniji deluje Društvo misionarja dr. Janeza Janeža, Kamnica 20, 1262 Dol pri Ljubljani. Na tem naslovu je urejena tudi stalna razstava.